# Музей історії Будапешта
Музей історії Будапешта (угор. Budapesti Történeti Múzeum) розташовується в південно-східному крилі  Королівського палацу в Буді.

## Опис
В експозиції музею представлені матеріали, що ілюструють історію угорської столиці з доісторичних часів до  Нового часу. На верхніх поверхах музею увазі відвідувачів в музейній експозиції представлені твори мистецтва, предмети ремісничого виробництва, текстиль, кераміка, фотографія, домашнє начиння і інші предмети побуту починаючи від  Стародавнього Риму і до  Другої світової війни. У музеї також можна оглянути виявлені в ході археологічних розкопок руїни  готичного і ренесансного палаців з гербами династії Арпадів,  Анжуйської династії, Матьяша Корвіна й  Ягеллонів, фрагменти парадної зали короля Матьяша Корвіна (стелю роботи архітектора Дж. Далматов), покої королеви і каплицю 1380 року. В експозиції музею також знаходяться виявлені в 1974 статуї XV століття, що символізують членів Анжуйської династії, єпископів, апостолів і пророків.
Рішення про заснування музею, присвяченого історії Будапешта, прийнято в 1887.
Перша експозиція відкрилася в 1894 в Аквінкумі.
Філія Музею історії Будапешта — Музей Кішцеллі в Обуді.